# Rafał Haratyk
Rafał Haratyk (ur. 11 sierpnia 1987 w Bielsku-Białej) – polski zawodnik mieszanych sztuk walki (MMA). Pierwszy Polak walczący dla afrykańskiej organizacji EFC. Mistrz świata amatorskiego MMA z 2012 roku (pod egidą Światowej Federacji Zapaśniczej FILA). Podczas swojej kariery walczył dla wielu organizacji, takich jak m.in. PLMMA, EFC, FEN, Babilon MMA, ACA czy Ares FC. Od 2023 związany z KSW, w której jest mistrzem w wadze półciężkiej.

## Kariera w MMA

### Wczesna kariera
W dzieciństwie trenował karate, judo i kickboxingu, a w wieku 18 lat połączył te style walki i przerzucił się na mieszane sztuki walki.
Zawodowy debiut w tej formule odnotował 30 maja 2010 roku, gdzie podczas gali Ring XF 2 – Second Coming pokonał przez poddanie duszeniem w niecałą minutę Mateusza Pogudza.
W drugiej zawodowej walce zmusił do poddania się po ciosach pięściami Marcina Mencla, który w efekcie ich otrzymywania odklepał w matę.

### Babilon MMA
2 grudnia 2017 zadebiutował w organizacji Babilon MMA. Podczas drugiej edycji gali po emocjonującej walce zwyciężył niejednogłośną decyzją sędziowską z Łukaszem Bieńkowskim.
Po pierwszej wygranej dla nowego pracodawcy, w lutym następnego roku podpisał z organizacją nowy, długoterminowy kontrakt. W drugiej walce dla Babilon MMA wystąpił na gali, która odbyła się 16 marca 2018 w Radomiu. Jego rywalem był Johan Romming. W walce, która przebiegała w umownym limicie wagowym Haratyk odniósł dziewiąte zwycięstwo z rzędu, pokonując rywala jednogłośną decyzją sędziowską.
18 sierpnia 2018 podczas Babilon MMA 5: Skibiński vs. Melillo w Międzyzdrojach doszło do jego rewanżu z Marcinem Naruszczką. Haratyk pokonał tym razem dawnego pogromcę jednogłośną decyzją sędziów.
Kolejną walkę stoczył 15 grudnia 2018 na Babilon MMA 6: Pawlak vs. Skibiński. Jego rywalem był Maciej Różański, którego jednogłośnie wypunktował na pełnym dystansie trzech rund.
Oczekiwano, że na wydarzeniu Babilon MMA 8 zmierzy się z niepokonanym wówczas Rosjaninem, Gadzhim Omargadzhievem. Do walki ostatecznie nie doszło.

### Ares FC
W grudniu 2022 dziennikarze Polsat Sport ogłosili, że podpisał kontrakt z francuską organizacją Ares Fighting Championship. Podczas walki wieczoru gali Ares FC 11, która odbyła się 20 stycznia 2023 w Paryżu zawalczył o pas mistrzowski wagi średniej, mierząc się z ówczesnym mistrzem niższej dywizji, Abdoulem Abdouraguimovem. Po dominowaniu rywala przez większość walki, w samej końcówce nieoczekiwanie został poddany balachą na kolano.
W marcu 2023 ogłosił, że otrzyma ponowną szansę walki o pas mistrzowski wagi średniej francuskiej organizacji. Oczekiwano, że Polak na czerwcowej gali Ares FC 16 zmierzy się z Brazylijczykiem, Henrique Shiguemoto. W związku z oskarżeniem go o stosowanie dopingu starcie zostało przełożone na bardziej odległy termin. W lipcu tego samego roku poinformował o rozstaniu z francuską organizacją i wyjaśnił okoliczności rzekomego “dopingu”.

### KSW
We wrześniu 2023 roku podpisał kontrakt z Konfrontacją Sztuk Walki na walki w wadze półciężkiej. W debiucie dla polskiego giganta zmierzył się z byłym pretendentem do tytułu mistrzowskiego, Chorwatem, Ivanem Erslanem. Walka odbyła się 14 października 2023 na gali KSW 87: Stošić vs. Martínek w Trzyńcu. Haratyk pod koniec pierwszej rundy naruszył rywala mocnym ciosem z prawej ręki, po którym to Erslan upadł, a następnie popularny „Polish Tank” zasypał Chorwata kolejnymi ciosami, dzięki czemu wygrał przez TKO już w pierwszej rundzie.

#### Mistrz wagi półciężkiej
W styczniu 2024 roku organizacja KSW ogłosiła Haratyka jako jednego z 4 uczestników turnieju w wadze półciężkiej, mającego na celu wyłonienie nowego mistrza. Turniej ten rozegrał się 24 lutego 2024 w Gliwicach podczas gali XTB KSW Epic. Pozostałymi uczestnikami turnieju byli: Marcin Wójcik, Kleber Raimundo Silva oraz Damian Piwowarczyk. Półfinałowe pary wybrali kibice podczas głosowania na stronie federacji. Wybranym przeciwnikiem Rafała Haratyka w półfinale był Marcin Wójcik. W pierwszej rundzie „Polish Tank” pokonał rywala przez TKO, tym samym przechodząc do finału turnieju, w którym zmierzył się z Damianem Piwowarczykiem. Mistrzowski finał potrwał pełen dystans, po którym decyzją niejednogłośną nowym mistrzem stał się Haratyk.
Do pierwszej obrony tytułu KSW wagi półciężkiej, przystąpił 16 listopada 2024 podczas jubileuszowej gali XTB KSW 100, ponownie w PreZero Arenie Gliwice. Jego rywalem w rewanżowej walce został Marcin Wójcik. Haratyk, mimo że w pierwszej rundzie został znokdaunowany, to ostatecznie w drugiej odsłonie znokautował rywala ciosem lewym prostym.
Oczekiwano, że podczas gali XTB KSW 105, która odbyła się 26 kwietnia 2025 w gliwickiej PreZero Arenie, przystąpi do drugiej obrony tytułu dywizji półciężkiej, gdzie jego przeciwnikiem miał zostać powracający do organizacji były mistrz, Ibragim Czużygajew. 8 kwietnia ogłoszono, że Haratyk wypadł z walki, z powodu kontuzji oczodołu.

## Osiągnięcia

### Grappling
- 2012: 1. miejsce – IV Mistrzostwa Polski Grapplingu, kat. 92 amator MMA (Poznań)[39]

### Mieszane sztuki walki
- 2012: Mistrz Świata Amatorskiego MMA z 2012 roku FILA[4]
- Konfrontacja Sztuk Walki
  - 2024: Mistrz KSW w wadze półciężkiej[8]

## Lista zawodowych walk w MMA
| Wynik     | Bilans | Przeciwnik (bilans przed walką)  | Rozstrzygnięcie                                   | Runda | Czas | Rozgrywki                             | Data       | Miejsce      | Uwagi                                                                                                 |
| --------- | ------ | -------------------------------- | ------------------------------------------------- | ----- | ---- | ------------------------------------- | ---------- | ------------ | --- |
| Wygrana   | 20-5-2 | Marcin Wójcik (20-9)             | KO (lewy prosty)                                  | 2     | 3:22 | XTB KSW 100: Khalidov vs. Bartosiński | 16.11.2024 | Gliwice      | Obronił pas mistrzowski KSW w wadze półciężkiej.                                                      |
| Wygrana   | 19-5-2 | Damian Piwowarczyk (8-2)         | Decyzja (niejednogłośna)                          | 3     | 5:00 | XTB KSW Epic: Khalidov vs. Adamek     | 24.02.2024 | Gliwice      | Finał turnieju KSW w wadze półciężkiej. Zdobył pas mistrzowski KSW w wadze półciężkiej. Co-Main Event |
| Wygrana   | 18-5-2 | Marcin Wójcik (19-8)             | TKO (ciosy pięściami w parterze)                  | 1     | 4:07 | XTB KSW Epic: Khalidov vs. Adamek     | 24.02.2024 | Gliwice      | Półfinał turnieju KSW w wadze półciężkiej.                                                            |
| Wygrana   | 17-5-2 | Ivan Erslan (13-2. 1NC)          | TKO (prawy sierpowy i ciosy pięściami w parterze) | 1     | 4:21 | KSW 87: Stošić vs. Martínek           | 14.10.2023 | Trzyniec     | Debiut w KSW. Przejście do wagi półciężkiej.                                                          |
| Przegrana | 16-5-2 | Abdoul Abdouraguimov (15-1. 1NC) | Poddanie (dźwignia prosta na staw kolanowy)       | 5     | 4:35 | Ares FC 11                            | 20.01.2023 | Paryż        | Pojedynek o pas mistrzowski Ares FC w wadze średniej. Main Event                                      |
| Wygrana   | 16-4-2 | Witalij Niemczinow (12-2)        | Techniczna decyzja (jednogłośna)                  | 3     | 1:03 | ACA 136                               | 26.02.2022 | Moskwa       | |
| Wygrana   | 15-4-2 | Azamat Bekojew (12-2)            | Poddanie (dźwignia na kark)                       | 3     | 3:33 | ACA 128                               | 11.09.2021 | Mińsk        | |
| Wygrana   | 14-4-2 | Piotr Strus (15-6-2)             | Decyzja (jednogłośna)                             | 3     | 5:00 | ACA 122                               | 23.04.2021 | Mińsk        | |
| Przegrana | 13-4-2 | Nikola Dipczikow (19-7)          | KO (lewy podbródkowy)                             | 1     | 3:44 | ACA 114                               | 26.11.2020 | Łódź         | Eliminator do walki o pas mistrzowski ACA w wadze średniej. Co Main Event                             |
| Wygrana   | 13-3-2 | Piotr Strus (15-5-2)             | TKO (ciosy pięściami)                             | 1     | 2:29 | ACA 109                               | 20.08.2020 | Łódź         | Main Event                                                                                            |
| Wygrana   | 12-3-2 | Arbi Agujew (32-8)               | TKO (niezdolność do kontynuowania walki)          | 1     | 5:00 | ACA 102                               | 29.11.2019 | Ałmaty       | Debiut w ACA. Walka w wadze półśredniej.                                                              |
| Wygrana   | 11-3-2 | Maciej Różański (10-2)           | Decyzja (jednogłośna)                             | 3     | 5:00 | Babilon MMA 6: Pawlak vs. Skibiński   | 15.12.2018 | Raszyn       | Co-Main Event                                                                                         |
| Wygrana   | 10-3-2 | Marcin Naruszczka (19-8-1)       | Decyzja (jednogłośna)                             | 3     | 5:00 | Babilon MMA 5: Skibiński vs. Melillo  | 18.08.2018 | Międzyzdroje | |
| Wygrana   | 9-3-2  | Johan Romming (10-5-1)           | Decyzja (jednogłośna)                             | 3     | 5:00 | Babilon MMA 3: Kołecki vs. Borowski   | 16.03.2018 | Radom        | Limit umowny -86 kg. Co-Main Event                                                                    |
| Wygrana   | 8-3-2  | Łukasz Bieńkowski (5-1)          | Decyzja (niejednogłośna)                          | 3     | 5:00 | Babilon MMA 2: Kołecki vs. Orkowski   | 02.12.2017 | Legionowo    | Debiut w Babilon MMA. Co-Main Event                                                                   |
| Przegrana | 7-3-2  | Dricus du Plessis (8-1)          | Poddanie (duszenie gilotynowe)                    | 2     | 3:34 | EFC Worldwide 56                      | 09.12.2016 | Johannesburg | Main Event                                                                                            |
| Wygrana   | 7-2-2  | Gordon Roodman (2-2-1)           | TKO (ciosy pięściami)                             | 1     | 4:44 | EFC Worldwide 50                      | 17.06.2016 | Sun City     | Limit umowny -90 kg.                                                                                  |
| Przegrana | 6-2-2  | Marcin Naruszczka (14-5-1)       | TKO (ciosy pięściami)                             | 2     | 2:36 | FEN 11: Warsaw Time                   | 19.03.2016 | Warszawa     | Debiut w FEN.                                                                                         |
| Wygrana   | 6-1-2  | Warren Allison (5-2)             | Poddanie (duszenie gilotynowe)                    | 1     | 4:50 | EFC Worldwide 43                      | 27.08.2015 | Durban       | |
| Wygrana   | 5-1-2  | Keron Davies (1-0)               | Poddanie (duszenie zza pleców)                    | 1     | 2:36 | EFC Africa 38                         | 04.04.2015 | Durban       | |
| Wygrana   | 4-1-2  | Mazvydas Pieza (2-2)             | Decyzja (jednogłośna)                             | 3     | 5:00 | PLMMA 32: Warmia Heroes 2             | 10.05.2014 | Olsztyn      | |
| Remis     | 3-1-2  | Oskar Piechota (3-0)             | Remis (większościowy)                             | 3     | 5:00 | No Contest                            | 09.11.2013 | Kwidzyn      | |
| Przegrana | 3-1-1  | Omari Achmiedow (10-1)           | KO (cios pięścią)                                 | 1     | 2:26 | Battle of Stars 1                     | 22.12.2012 | Machaczkała  | |
| Wygrana   | 3-0-1  | Mateusz Strojek (2-0)            | TKO (cios pięścią)                                | 2     | 2:45 | Prime FC 1: Bajor vs. Tybura          | 01.06.2012 | Mielec       | |
| Remis     | 2-0-1  | Marcin Gułaś (2-1)               | Remis (niejednogłośny)                            | 3     | 5:00 | Ring XF 3 – Double Battle             | 03.05.2011 | Zgierz       | |
| Wygrana   | 2-0    | Marcin Mencel (2-1)              | Poddanie (ciosy pięściami)                        | 1     | 2:04 | Fight Night Lobez                     | 23.10.2010 | Łobez        | |
| Wygrana   | 1-0    | Mateusz Pogudz (0-0)             | Poddanie (duszenie zza pleców)                    | 1     | 0:57 | Ring XF 2 – Second Coming             | 30.05.2010 | Łódź         | Debiut w wadze średniej.                                                                              |